# Puerto de Salinetas
El Puerto de Salinetas es un puerto situado en la localidad de Salinetas, en el municipio de Telde, Gran Canaria, administrado por la Autoridad Portuaria de Las Palmas.
Está situado en la costa este de la isla, a unas 10 millas al sur del Puerto de Las Palmas.  Está especializado en la recepción de graneles líquidos (combustibles y alcoholes).
La distribuidora de combustible Disa cuenta en el Puerto de Salinetas con su principal instalación de almacenamiento en las islas, con una capacidad de almacenamiento de 155.000 m³. Esta instalación está conectada por tubería a los grandes centros de consumo de la isla como el Aeropuerto de Gran Canaria, central eléctrica y potabilizadora.
- Datos: Q6092392